# Свежатинка
«Свежатинка» (англ. Fresh) — американский триллер режиссера Мими Кейв, который стал её дебютом в полнометражном кино. Премьера состоялась 4 марта 2022 года.

## Сюжет
Фильм рассказывает историю молодой женщины Ной, разочарованной в онлайн-знакомствах. Она знакомится с обаятельным мужчиной по имени Стив в продуктовом магазине, и у них завязываются романтические отношения. Однако вскоре Ной обнаруживает, что Стив скрывает от нее ужасающий секрет, связанный с его вкусами и темной стороной его жизни.

## В ролях
- Дэйзи Эдгар-Джонс — Ноа, молодая женщина, ищущая любовь.
- Себастиан Стэн — Стив, обаятельный мужчина, с которым знакомится Ноа.
- Джоника Т. Гиббс — Молли, лучшая подруга Ноа.
- Дэйо Окении — Пол, друг и коллега Молли.
- Шарлотта Лебон — Энн, загадочная женщина, связанная со Стивом.
- Андреа Бэнг — Пенни.
- Бретт Дайер — Чед, мужчина на свидании с Ноа.

## Производство
Сценарий фильма был написан Лорин Кан и попал в «Чёрный список» лучших неэкранизированных сценариев в 2020 году. Режиссёрское кресло заняла Мими Кейв, для которой это стало дебютом в полнометражном кино. Кейв была выбрана продюсерами проекта, так как авторы сценария стремились, чтобы фильм был снят женщиной. Кейв нашла сценарий лично близким и связала его с собственным опытом в отношениях, что усилило её стремление режиссировать этот проект.
На главную роль Ной была утверждена Дэйзи Эдгар-Джонс, которая прославилась благодаря сериалу «Нормальные люди». Эдгар-Джонс присоединилась к проекту до того, как роль Стива была предложена Себастьяну Стэну. Стэн, вдохновлённый участием Эдгар-Джонс, был привлечён к фильму благодаря её впечатляющей игре в «Нормальные люди» и качеством сценария.
Основные съёмки проходили с 3 февраля по 17 марта 2021 года в Британской Колумбии, Канада. Алекс Соммерс написал саундтрек.

## Прокат
Премьера состоялась на кинофестивале Sundance 20 января 2022 года, где фильм был тепло принят. Вскоре после этого компания Searchlight Pictures приобрела мировые права на дистрибуцию фильма, который был выпущен 4 марта 2022 года на стриминговом сервисе Hulu в США. В Латинской Америке премьера состоялась на платформе Star+, а на Disney+ в других странах фильм был показан весной 2022 года.

## Критика
На сайте-агрегаторе рецензий Rotten Tomatoes 81 % из 209 рецензий критиков положительные, со средней оценкой 7,1/10. Консенсус сайта гласит: «Настолько же захватывающий, насколько и тревожный, „Свежатинка“ делает провокационное блюдо из ужасов современных свиданий». Metacritic, который использует усреднённую взвешенную оценку, присвоил фильму 67 баллов из 100 на основе 34 рецензий критиков, что указывает на «в целом положительные» отзывы.